# Преображенский метромост
Преображе́нский метромост в Москве — трёхпролётный железобетонный мост через реку Яузу, соединяющий районы Сокольники и Преображенское. Открыт 31 декабря 1965 года. Длина моста — 330 м, что делает его самым коротким из всех метромостов Московского метрополитена (не считая крытого Медведковского, также проходящего через Яузу). Перекинут между набережными Ганнушкина и Русаковской.
Данный мост является наземным участком Сокольнической линии, проходящий между станциями «Сокольники» и «Преображенская площадь» (расстояние от последней — 630 м).
Своё название он получил от имени станции, а та в свою очередь — от площади, на которую выходит.

## Технические характеристики
По конструкции трёхпролётный, за базу использованы автомобильные держательные опоры (как и в случае с Нагатинским). Длина 330 м. Просвет в самой возвышенной точке составляет 17,3 м. Имеет нехарактерное искривление в 21/1000, расположенное на восточном участке.

## Соседние мосты через Яузу
- выше по течению реки — Глебовский мост;
- ниже по течению реки — Матросский мост.